# Carien Kleibeuker
Carien Kleibeuker, född den 12 mars 1978 i Rotterdam, Nederländerna, är en nederländsk skridskoåkare.
Hon tog OS-brons på damernas 5 000 meter i samband med de olympiska skridskotävlingarna 2014 i Sotji.